# Torsten Sjögren
Karl Gustaf Torsten Sjögren (Södertälje, 30 de enero de 1896-Gotemburgo, 27 de julio de 1974) fue un médico, psiquiatra y genetista sueco. 
En parte de su investigación describió lo que después sería conocido como el síndrome de Sjögren-Larsson. En 1945 obtuvo la cátedra de Psiquiatría de la Karolinska Institutet y 1951 ingresó como miembro de la Real Academia Sueca de Ciencias.